# Les Craquantes
The Golden Palace (1992-1993)
Les Craquantes ou Carré de dames en Belgique et au Québec (The Golden Girls) est une série télévisée américaine en 180 épisodes de 26 minutes, créée par Susan Harris et diffusée du 13 septembre 1985 au 9 mai 1992 sur le réseau NBC.
En Lorraine et Belgique, la série a été diffusée dans les années 1980 sur RTL Télévision puis RTL TV et RTL-TVI sous le titre Carré de dames.
En France, la série a été diffusée du 7 janvier 1991 au 28 avril 1995 sur Antenne 2/France 2.
Diffusion en version originale sous-titrée tous les étés de 1991 à 1992 dans Continentales d'été sur FR3. Puis du 26 février 1996 au 25 janvier 1999 sur France 3. Rediffusion intégrale sur Téva à partir du 7 juin 1999. Au Québec, la série a été diffusée à partir du 6 septembre 1993 à la Télévision de Radio-Canada sous le titre Les Craquantes, et rediffusée en 2010 sur Prise 2 sous le titre Carré de dames.
Depuis 2021, la série est disponible dans certains pays francophones de la plateforme Disney+, dont la septième saison a bénéficié d'un redoublage.

## Synopsis
Il était une fois trois femmes superbes. Cela aurait pu être des Drôles de dames, mais ce ne sont que trois sexagénaires qui vivent sous le même toit à Miami.
Rose, l'ingénue du Minnesota, ne cesse de divaguer et n'a d'yeux que pour St-Olaf, son village natal très excentrique. Extrêmement naïve, elle n'a aucun second degré et exaspère continuellement Dorothée - dont elle prend sans cesse les remarques sarcastiques pour argent comptant - par sa bêtise et son attitude puérile. 
Aristocrate sudiste nymphomane d'Atlanta, Blanche a pour seule joie en ce monde de conquérir le plus d'hommes possible et de donner un compte rendu à ses deux meilleures amies. 
Et enfin Dorothée, une New-Yorkaise d'origine italienne à peine divorcée de Stanley, qualifié selon elle de « rebut du genre humain », amène dans l'histoire l'étonnement du tout un chacun face aux situations cocasses, un peu trop normale pour ses deux « déjantées » de colocataires. Elle les gratifie par ailleurs continuellement de remarques sardoniques et donne à ses commentaires une expression pince-sans-rire. 
Ces trois dames ne seraient rien sans la pétulante Sophia, mère de Dorothée et née en Sicile, qui porte en elle la fougue de ses origines italiennes et qui n'a pas la langue dans sa poche…

## Distribution
- Beatrice Arthur (VF : Liliane Gaudet) : Dorothée Zbornak
- Rue McClanahan (VF : Monique Thierry) : Blanche Devereaux
- Betty White (VF : Régine Blaess) : Rose Nylund
- Estelle Getty (VF : Lily Baron) : Sophia Petrillo
- Herb Edelman : Stanley « Stan » Zbornak

 Source et légende : version française (VF) sur RS Doublage
Doublage de la septième saison pour Disney+
- Beatrice Arthur (VF : Frédérique Tirmont)
- Rue McClanahan (VF : Céline Monsarrat)
- Betty White (VF : Colette Venhard)
- Estelle Getty (VF : Marie-Martine (actrice))

## Autour de la série
- Bea Arthur, qui interprétait Dorothy, était en réalité plus âgée d'un an qu'Estelle Getty qui jouait sa mère.
- Les quatre premières saisons ont été tournées aux Sunset Gower Studios à Los Angeles[8].
- Une série dérivée, intitulée The Golden Palace, fut créée après le départ de Beatrice Arthur à la fin de la septième saison (qui pour les besoins du scénario se remarie). Dans ce spin-off, nous retrouvons les autres protagonistes, tenancières d'un hôtel de luxe aux mille péripéties. Mais malgré l'originalité des histoires et la fraîcheur comique intacte des héroïnes, la série n'a tenu qu'une saison avant de disparaître totalement.
- La série est disponible en DVD dans certains pays, notamment au Royaume-Uni et en Allemagne. Les coffrets, édités par Buena Vista Entertainment, présentent des caractéristiques différentes : la saison 1 est doublée et sous-titrée en français; les saisons 2 et 3 sont uniquement sous-titrées en français; bien qu'un doublage français existe. Les dernières saisons ne sont pas disponibles en français. Sur les éditions Allemandes, le sous-titrage français est disponible sur les saisons 1 et 2, la saison 3 est sous-titrée et doublée en français, les saisons 4, 5, 6 et 7 ne sont sous-titrés qu'en anglais et allemand.
- Au Canada, Radio-Canada avait également fait une adaptation québécoise dont le titre était Des femmes en or.

Un des épisodes de la saison 2, où l'amie d'enfance de Dorothée tombe amoureuse d'une femme, est l'une des représentations les plus anciennes de lesbiennes dans la télévision américaine.

### En France
- Produites par Paul Junger Witt, Tony Thomas, Susan Harris et Marc Sotkin, ces Craquantes ont rencontré un immense succès et ont fait rire toutes les générations. Série star dans de nombreux pays, elle est passée inaperçue en France car programmée aléatoirement sur France 3. Toutefois, c'est une des rares séries à avoir bénéficié d'une diffusion en version originale sous-titrée (dans l'émission Continentales présenté par Alex Taylor) sur une chaîne hertzienne.
- Entre 1993 et 1995, TF1 diffuse un spin-off, La Maison en folie (Empty Nest), dans l'émission Ça me dit... et vous ?. Sophia y faisait de nombreuses apparitions.

## Récompenses
- Emmy Awards 1986 : Meilleure série comique
- Emmy Award 1986 : Meilleure actrice dans une série comique pour Betty White
- Golden Globes 1986 : Meilleure série comique
- Golden Globe 1986 : Meilleure actrice dans une série comique pour Estelle Getty
- Emmy Award 1987 : Meilleure série comique
- Emmy Award 1987 : Meilleure réalisation de Terry Hughes pour l'épisode C'est si romantique (Isn't It Romantic)
- Emmy Award 1987 : Meilleure actrice dans une série comique pour Rue McClanahan
- Golden Globe 1987 : Meilleure série comique
- Emmy Award 1988 : Meilleure actrice dans une série comique pour Beatrice Arthur
- Emmy Award 1988 : Meilleure actrice dans un second rôle pour Estelle Getty
- Golden Globe 1988 : Meilleure série comique